# David Trummer
David Trummer, né le 1er juin 1994, est un coureur cycliste autrichien spécialiste de VTT de descente.

## Palmarès en VTT de descente

### Championnats du monde
- Leogang 2020
  -  Médaillé d'argent de la descente
- Val di Sole 2021
  - 8e de la descente

### Coupe du monde
- Coupe du monde de descente
  - 2019 : 9e du classement général
  - 2020 : 12e du classement général
  - 2021 : 13e du classement général
  - 2022 : 18e du classement général
  - 2023 : 78e du classement général

### Championnats d'Europe
- 2019
  -  Médaillé de bronze de la descente
- 2022
  -  Médaillé d'argent de la descente

### Championnats d'Autriche
- Champion d'Autriche de descente : 2015, 2018, 2019, 2020, 2021, 2022 et 2023